# Авиении
Авиениите (gens Aviena) са фамилия от Древен Рим.
Известни с името Авиен (Avienus):
- Гай Авиен, военен трибун 46 пр.н.е.[1]
- Авиен (Постумий Руфий Фест Авиен), латински поет през втората половина на 4 век от Волсинии (днес Болсена) в Лацио.
- Генадий Авиен, консул 450 г.
- Флавий Авиен Млади, консул 501 г.
- Руфий Магн Фауст Авиен, консул 502 г.